# 格但斯克起重机
格但斯克起重机（波蘭語：Brama Żuraw w Gdańsku）位於波蘭格但斯克，是歐洲現存最大最古老的港口起重機，現為格但斯克的代表性地標之一。這座起重機最初為木造，建於1367年，1442年因火災焚毀；1442~1444年起重機重建，改為磚造搭配木造的結構。內部有人力驅動的大木輪，最大可承載兩噸的重物，兼具碼頭的起重機和城門的作用。
1962年後轉交格但斯克國家海事博物館管理。

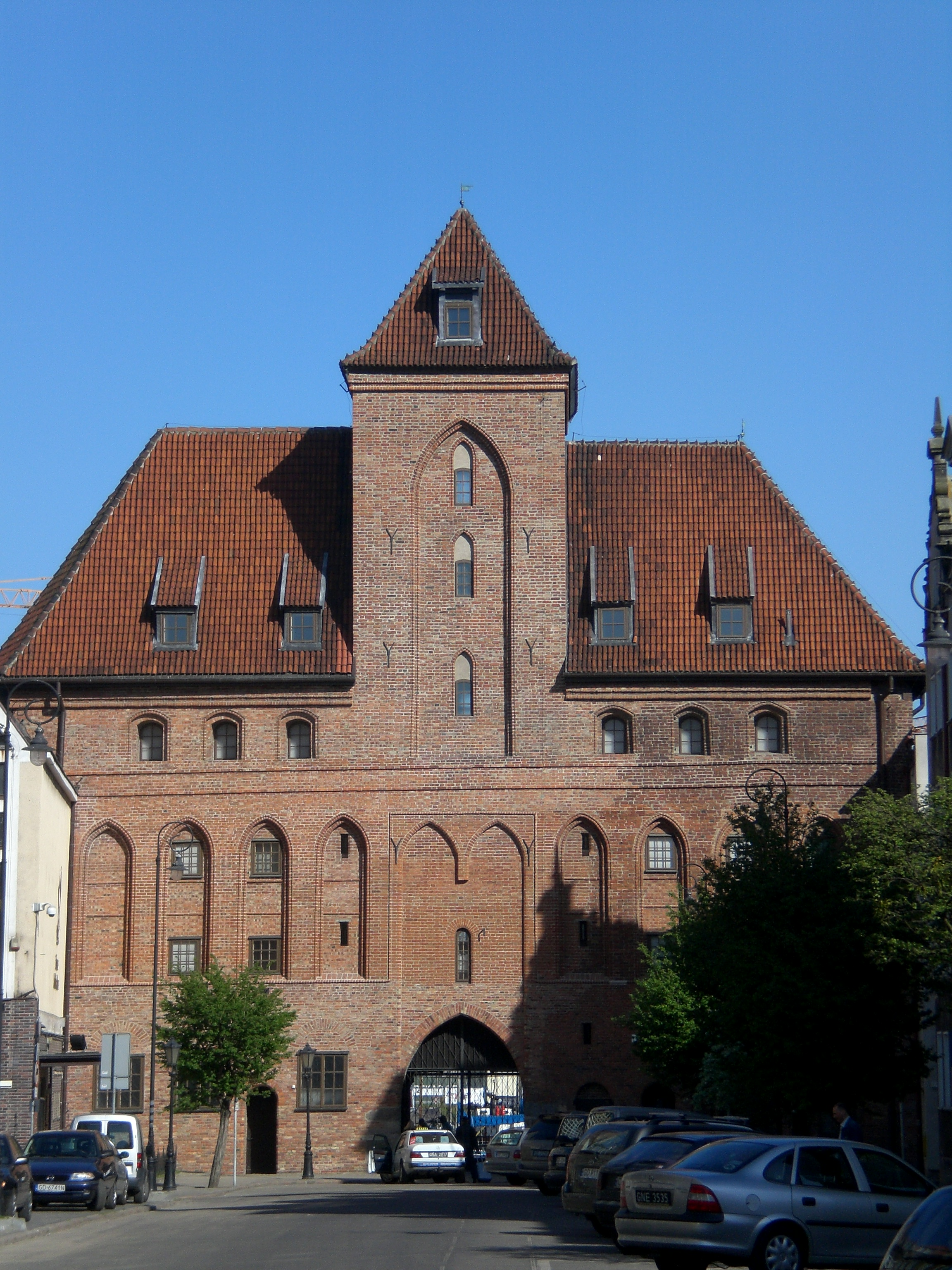
起重機背面
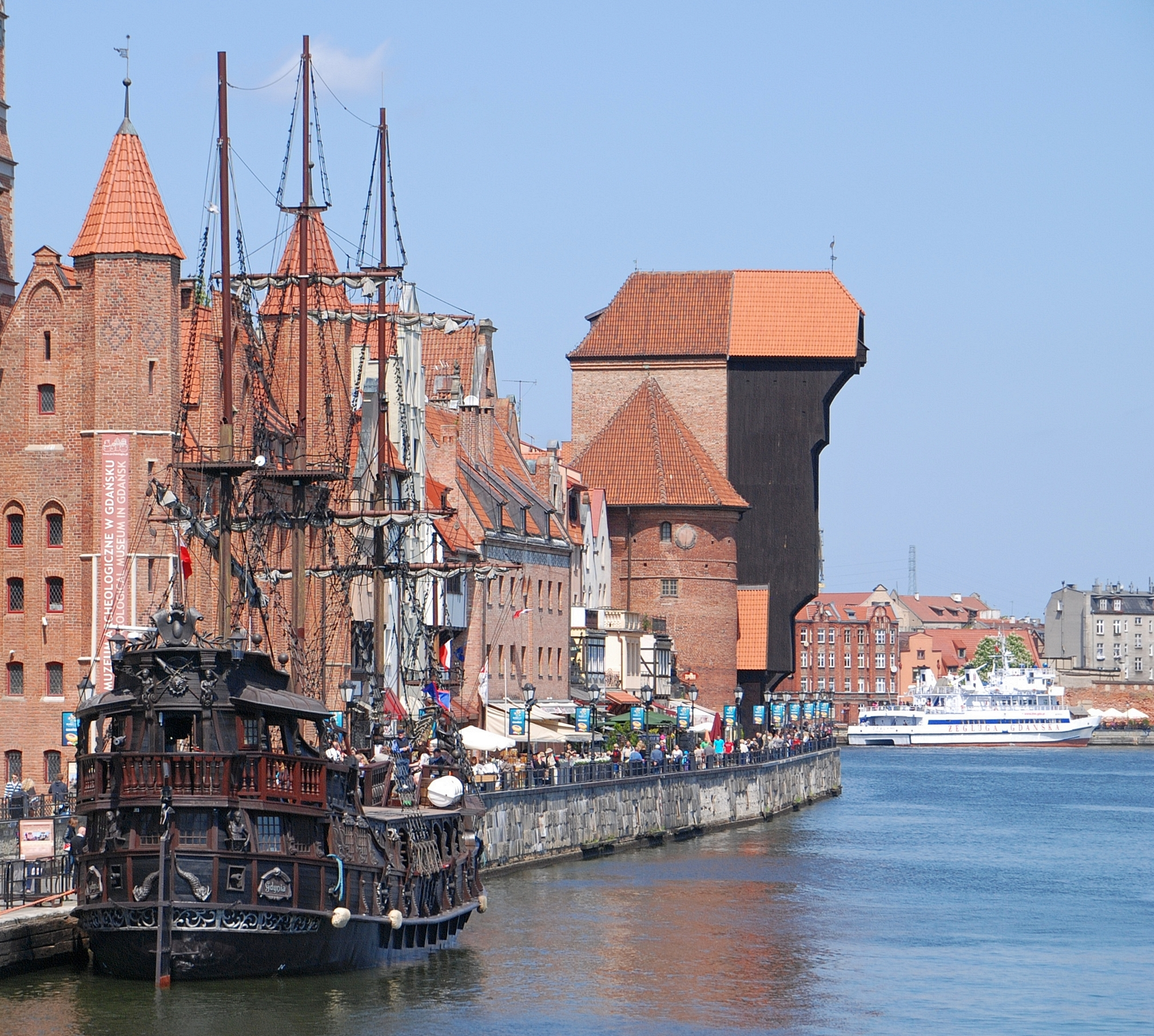
起重機側面

## 外部連結
- 格但斯克起重机 （页面存档备份，存于） 於格但斯克國家海事博物館網站的子頁面 （波兰語）（英文）（德文）